# Danzas polovtsianas
Las Danzas Polovtsianas (o Danzas de los pólovtsy) a veces llamadas Danzas Cumanas es el fragmento más conocido de la ópera El Príncipe Ígor de Aleksandr Borodín, estrenada en 1890. A menudo se interpreta como una pieza independiente en conciertos y es una de las obras más populares del repertorio clásico. En la ópera las danzas son interpretadas con un coro (con una breve intervención de Konchak, Khan de los pólovtsy), pero las interpretaciones en concierto a menudo omiten las partes corales y el solo de contrabajo. Las danzas no incluyen la "Marcha Polovtsiana" que abre el Acto III (n.º 18), pero la obertura, las danzas y la marcha de la ópera han sido ejecutadas juntas para formar una suite de El Príncipe Ígor.
En 1971, se presentó el ballet en un acto del coreógrafo Ígor Moiséyev en el Conjunto de Danza Folclórica de la URSS. Fue estrenado en el Palacio de los Deportes en la Puerta de Versalles en París; en Moscú, en Sala de Conciertos Chaikovski, en Leningrado y otras ciudades de la URSS. Se filmó el ballet.

## En la ópera
Las danzas suceden en el Acto II de la ópera (en la edición original), cuando se celebra un banquete preparado por el Khan de los polovtsianos. El libreto indica:
Entran músicos y miembros del séquito. Hombres, mujeres y jóvenes muchachas se unen en el canto y danzas; compiten uno con otro, desaforadamente y con entusiasmo.
La primera danza, que no usa coros y a veces es omitida en los conciertos, es el n.º 8, titulada "Danza de las doncellas polovtsianas" ["Пляска половецких девушек"]: Presto, 6/8, Fa mayor; es colocado directamente después del "Coro de las doncellas polovtsianas" que abre el acto y es seguido por la cavatina de Konchákovna. Las propias danzas aparecen al final del acto como un número completo ininterrumpido con varias secciones contrastantes listadas como sigue a continuación (los temas básicos con indicados con letras en corchetes y escritos en la ilustración al lado):
- N.º 17, "Danza Polovetsiana [sic] con el coro" ["Половецкая пляска с хором"]
  - [a] Introducción: Andantino, 4/4, La mayor
  - [b] Danza Deslizante de la Doncellas [Пляска девушек плавная]: Andantino, 4/4, La mayor
  - [c + a] Danza Salvaje de los Hombres [Пляска мужчин дикая]: Allegro vivo, 4/4, Fa mayor
  - [d] Danza General [Общая пляска]: Allegro, 3/4, Re mayor
  - [e] Danza de los Jóvenes [Пляска мальчиков] y 2.ª. Danza de los Hombres [Пляска мужчин]: Presto, 6/8, Re menor
  - [b’ + e’] Danza Deslizante de las Doncellas (repetición, pronto combinada con la danza más rápida de los jóvenes): Moderato alla breve, 2/2
  - [e’’] Danza de los jóvenes y 2.ª. Danza de los Hombres (repetición): Presto, 6/8, Re menor
  - [c’ + a’’] Danza General: Allegro con spirito, 4/4, La mayor

## Características
Como una obra orquestal de exhibición de un importante compositor ruso del siglo XIX, esta obra causa una impresión espectacular, es brillante e irresistiblemente bárbara al estilo del exotismo de la música romántica. Tiene notables solos instrumentales como los del clarinete (en el n.º 8 y la danza masculina [c]) y el del oboe y el corno inglés (en la danza femenina [b]).
Muchos de los temas del n.º 17 fueron incorporados en el musical Kismet, el más conocido de los cuales es la danza femenina [b], adaptada para la canción "Stranger in Paradise" de George Forrest y Robert Wright ¿?. El texto de la primera stanza de esta particular sección en la ópera se da debajo. Un remix de toda la obra (con coros) fue incluida en DDR Extreme 2.
| Cirílico | Transliteración | Traducción al español |
| --- | --- | --- |
| Улетай на крыльях ветра ты в край родной, родная песня наша, туда, где мы тебя свободно пели, где было так привольно нам с тобою. | Uliеtay na kryliakh vetra ty v kray rodnoy, rodnaya pesnya nasha, tuda, gde my tebya svobodno peli, gde bylo tak privol'no nam s toboyu. | Vuela en las alas del viento a la tierra natal, entrañable canción nuestra, allí, donde nosotras te cantábamos libremente, donde fuimos tan libres contigo. |